# Kayserburg
Die Kayserburg ist ein altes Schlösschen an der Hellbrunner Allee im Süden der Stadt Salzburg.
Dieses Schlösschen ist schlicht gehalten und dreigeschoßig. Auffällig sind die teilweise aus Konglomeratstein gearbeiteten Fensterumrahmungen. Gedeckt ist das Bauwerk durch ein hohes Walmdach. An der Westseite findet sich eine Wappentafel der früheren Eigentümer Imhof.
Als Stöckl scheint das Gebäude möglicherweise schon 1919 in einer Urkunde des Domkapitels auf „des Khaysers aufgesetzten Stöckl am Weg nach Hellbrunn“ (Kunsttopographie, 1916, S. 412). Der hochfürstliche Hauptmann Hans Kayser erhielt 1625 von Erzbischof Paris Lodron in der Hellbrunnerau einen Einfang (also ein eingezäuntes Stück Land) und übernahm vielleicht das Schloss oder baute es jetzt neu. Zuerst erbte das Schloss sein Schwager Philipp Vermeulen. Später war Johann Jakob Perger von Pergrain der Eigentümer, 1689 dann ging es an Domherr Ferdinand Graf Martiniz, 1695 an Abraham Zillner von Zillerberg und 1699 an den hochfürstlichen Hauptmann Andre. Auch später hatte das Schloss rasch wechselnde, meist adelige Besitzer:

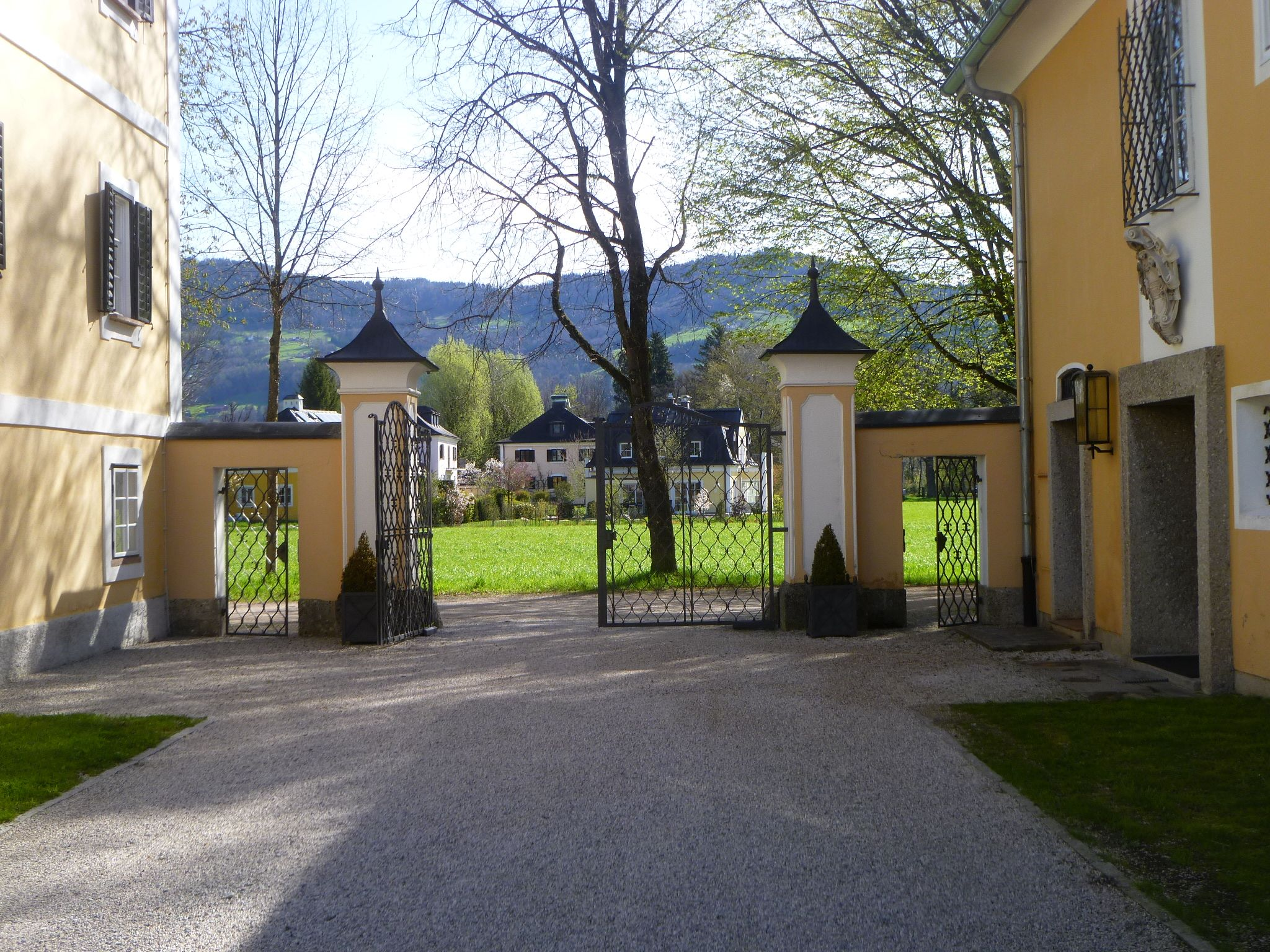
Schloss Kaiserburg

- von 1706 bis 1815 besaß das Adelsgeschlecht Thun und Hohenstein das Schloss (damals als "Thunhof" bekannt)
- 1830 die Freiherrn von Rehlingen,
- 1854 die Grafen von Kuenburg,
- 1904 der Freiherr Max von Imhof,
- 1929 der Domprälat Sigismund Ledochowski.

Südlich neben dem Kaiserhof liegt durch eine alleeartige Straßenachse getrennt, der Meierhof des Lasserhofes. Diese Straßenachse selbst verbindet den Meierhof mit dem alten Adelsschloss, dem heutigen Gwandhaus.